# 연합뉴스TV JOB
연합뉴스TV JOB은 대한민국의 경제 전문 텔레비전 채널이다.

## 연혁
- 2005년 9월 ~ 2006년 2월 : 'job TV' 전문채널 방송
- 2007년 8월 ~ 2009년 6월 : 한국경제TV로 직업방송 위탁(3시간)
- 2009년 : 위탁사업자 선정 및 한국직업방송 전문채널 사업자 등록
- 2010년 1월 22일: 한국직업방송 개국 송출(1일 24시간)
- 2016년 : 공동 운영사업자 '국토교통부', '행정안전부', '고용노동부', '근로복지공단'으로 변경
- 2024년 4월 15일: 한국직업방송에서 연합뉴스TV JOB으로 채널명 변경

## 방송 프로그램
- 생방송 잡투데이
- 백수잡(Job)담
- TV 공개채용
- 데일리 잡매거진
- 청년 CEO 성공다이어리
- 직업체험 미래를 향한 도전
- 리더쉽 스쿨
- 마이스터 스토리
- 숨은직업찾기
- 직업기행 그곳에 가면
- 알바24
- 희망 스토리 사회적기업
- 일과 사람
- 아주 특별한 창업특강
- 온라인 쇼핑몰 창업 가이드
- 프리랜서의 세계
- TV 고용지원센터
- SNS 아카데미
- 리스크 테이커스
- 희망창출 우수 중소기업을 잡아라
- 희망을 찾는 직업산책
- 행복한 은퇴
- 현장다큐 프라이드
- 특성화대학을 가다
- 특성화고등학교에 가다
- 유망기업 길라잡이
- 일하는 엄마가 아름답다
- 잡매거진
- 알기쉬운 금융상식
- 열린강좌
- 라이선스 마스터

## 같이 보기
- KBS 제3라디오
- SBS 러브FM
- SBS 파워FM
- TBS FM
- cpbc FM
- YTN 라디오
- EBS 1TV
- KTV 국민방송